# Heidi Tjugum
Heidi Marie Tjugum (* 5. September 1973 in Drammen, Norwegen) ist eine ehemalige norwegische Handballspielerin.

## Leben
Tjugum begann mit zehn Jahren das Handballspielen bei Åssiden IF. Nachdem die Torhüterin für Glassverket IF aktiv gewesen war, wechselte sie zu Bækkelagets SK, mit dem sie 1997 die norwegische Meisterschaft gewann. Zwischen 1997 und 2003 stand sie zwischen den Pfosten des dänischen Vereins Viborg HK. Mit dem VHK gewann sie 1999, 2000, 2001 und 2002 die Meisterschaft und holte sich 1999 den EHF-Pokal. Ab 2003 spielte sie wieder in ihrer Heimat bei Nordstrand IF.
Im Sommer 2005 unterbrach Tjugum ihre aktive Karriere und war in der Spielzeit 2005/06 bei Gjøvik og Vardal HK als Torwarttrainerin tätig. Im April 2007 wurde sie vom deutschen Verein HC Leipzig für das Final Four des DHB-Pokals reaktiviert, das der HCL gewann. Ab Sommer 2007 war sie wieder in der norwegischen Liga bei Storhamar Håndball aktiv. Im Januar unterbrach sie schwangerschaftsbedingt ihre Karriere. Im August 2009 brachte Tjugum eine Tochter zur Welt. Im März 2010 kehrte sie bis zum Saisonende ins Tor von Storhamar zurück. Im November 2011 brachte sie einen Sohn zur Welt. Ab 2014 war sie als Torwarttrainerin der norwegischen Jugend-Nationalmannschaft tätig. Weiterhin fungierte sie als Teammanagerin der norwegischen Männernationalmannschaft.
Tjugum absolvierte 175 Partien für die norwegische Handballnationalmannschaft. Mit der norwegischen Auswahl errang sie die Weltmeisterschaft 1999 und die Vizeweltmeisterschaft 1997. Zusätzlich triumphierte sie mit Norwegen bei der Europameisterschaft 1998 und gewann 1996 und 2002 die Vizeeuropameisterschaft. Bei den Olympischen Spielen holte sie sich 1992 die Silbermedaille und 2000 die Bronzemedaille.